# Owston (Leicestershire)
Owston – wieś w Anglii, w Leicestershire. W latach 1870–1872 osada liczyła 169 mieszkańców. Owston jest wspomniana w Domesday Book (1086) jako Osulvestone.